# بضع الصوار
بضع الصوار هو شق جراحي لـلصوار في الجسم، مثل ذلك الشق الذي يحدث في القلب في أطراف الصوار المُكوّن بواسطة الصمامات القلبية أو الشق الذي يتم في المخ لمعالجة مرض عقلي معين.
في بعض الأحيان يحتاج مرضى تصلب الجلد، وهو مرض يثخن ويصلب الجلد، إلى بضع صوار فمي لفتح زوايا الفم، أي الصواري، للسماح بإمكانية المعالجة السنية. وتترك هذه العمليات في الغالب ندوبًا مميزة.

## في الصمامات القلبية
يُسمى بضع صوار الصمامات القلبية بضع الصمام،  ويتكون من عمل شق أو أكثر في نهايات الصوار المتكون بين صمامين أو ثلاثة، من أجل التخلص من أي اختناق يقع في التضيق الصمامي وخاصة تضيق الصمام التاجي.

## في جراحة الجهاز العصبي
في جراحة الجهاز العصبي، من الممكن أن يتم إجراء بضع الصوار لفصل الجسم الثفني؛ ويُستخدم ذلك في حالات الصرع الشديدة لمنع نصفي الكرة المخية من الاتصال بعضهما ببعض، ومن ثم يتم منع الصرع في أحد نصفي الكرة الدماغية.
وعلى الرغم من أنه لم يتم ملاحظة أي آثار بعد بضع الصوار الذي أُجري على القرود، فإنه يسبب بعض الآثار على الإدراك الحسي للإنسان. فالوظائف المختلفة للإدراك قد تكون بشكل محتمل موجودة في أحد نصفي الكرة الدماغية. على سبيل المثال، منطقة بروكا، منطقة صليبية مسئولة عن الكلام، توجد في معظم الأشخاص في باطن نصف الكرة الدماغي الأيسر إلى القشرة الحركية الوجهية. ويُشار إلى نصف الكرة الدماغي الأيسر باسم نصف الكرة «النطقي» ونصف الكرة الأيمن باسم نصف الكرة «الصامت». يمنع بضع الصوار أي مدخلات إدراكية لنصف الكرة الصامت من الوصول إلى نصف الكرة النطقي. حيث يُعالج مجال الإبصار الأيسر في نصف الكرة الأيمن، والشخص مع بضع الصوار يكون غير قادر على وصف الأشياء الموجودة في الناحية اليسرى، لأن نصف الكرة «النطقي» لم ير أي شيء. حيث تظهر وكأن الشخص لم ير أي شيء إطلاقًا، ولا تقلق الشخص. وذلك يبرهن على أن منبهات نصف الكرة الأيمن، على سبيل المثال، تعطي رد فعل انفعاليًا، لكن بسبب الجسم الثفني الممزق لا يمكن التعبير عن ذلك بالألفاظ.